# Irmã Dulce
Irmã Dulce, również Siostra Dulce, właściwe Maria Rita do Sousa Brito Lopes Pontes (ur. 26 maja 1914 w Salvadorze w Brazylii, zm. 13 marca 1992 tamże) – zakonnica, święta Kościoła katolickiego.
Mając 18 lat, wstąpiła do zakonu Zgromadzenia Sióstr Misjonarek od Niepokalanego Poczęcia Matki Bożej. Przez 50 lat dbała szczególnie o bezdomnych i żebraków. Założyła fundację charytatywną 26 maja 1959 roku Obras Sociais Irmã Dulce, OSID (ang. The Charitable Works Foundation of Sister Dulce's). Za swoją działalność była nominowana do Pokojowej Nagrody Nobla.
Zmarła w opinii świętości. 
Beatyfikowana została 22 maja 2011 przez papieża Benedykta XVI. Msza beatyfikacyjna odbyła się w Centrum Wystawowym w Salvadorze a przewodniczył jej legat papieski, kardynał Geraldo Angelo Majella.
13 maja 2019 papież Franciszek zatwierdził cud za wstawiennictwem bł. Siostry Dulce, co otwiera drogę do jej kanonizacji. Data kanonizacji została ogłoszona na konsystorzu, który odbył się 1 lipca 2019. 13 października 2019 siostra Dulce Lopes Pontes i 4 innych błogosławionych zostało oficjalnie uznanych za świętych.